# Rahinge
Rahinge – wieś w Estonii, w prowincji Tartu, w gminie Tähtvere.